# 驚聲尖叫7
《驚聲尖叫7》（英語：Scream 7）是一部2026年美國砍殺電影，2023年電影《驚聲尖叫6》的續集兼《驚聲尖叫系列》第七部電影，由凱文·威廉森執導，蓋·布西克撰寫劇本，詹姆斯·范德比爾特和布西克共同撰寫故事，妮芙·坎貝爾、寇特妮·考克絲、大衛·艾奎特、 伊莎貝爾·梅、賽麗絲·歐康納、阿薩·格曼、麥肯娜·葛瑞絲、山姆·瑞希納、梅森·古丁以及安娜·坎普主演。
《驚聲尖叫7》由派拉蒙影業排定2026年2月27日於美國上映。

## 演員
| 演員             | 角色                      | 備註 |
| ---------------- | ------------------------- | --- |
| 妮芙·坎貝爾      | 席妮·皮斯考克             | 暢銷作家，一系列鬼臉謀殺案的傳奇倖存者，是一名聰明、足智多謀的女子，杜威與蓋兒的好友，與馬克·肯凱德結婚後育有三個小孩。 |
| 寇特妮·考克絲    | 蓋兒·魏德斯               | 新聞台晨間節目主持人，一位雄心勃勃、意志堅強的女子。                                                                    |
| 喬爾·麥克哈爾    | 馬克·埃文斯               | 席妮的現任丈夫。 |
| 伊莎貝爾·梅      |                           | 席妮的女兒。 |
| 梅森·古丁        | 查德·米爾克斯-馬汀        | 布萊克莫爾大學學生，與明蒂為異卵雙胞胎，莉芙的男友。                                                                    |
| 潔絲敏·莎懷·布朗 | 明蒂·米爾克斯-馬汀        | 布萊克莫爾大學學生，安妮卡的女友。                                                                                      |
| 賽麗絲·歐康納    |                           | |
| 阿薩·格曼        |                           | |
| 麥肯娜·葛瑞絲    |                           | |
| 山姆·瑞希納      |                           | |
| 安娜·坎普        |                           | |
| 馬克·康蘇維洛    |                           | |
| 大衛·艾奎特      | 杜威·瑞利                 | 伍茲伯勒鎮前警長，席妮的舊識，蓋兒的前夫。                                                                              |
| 馬修·利拉德      | 史都·馬克                 | 1996年伍茲伯勒謀殺案的主謀之一。                                                                                        |
| 史考特·佛利      | 羅曼·布雷傑 Roman Bridger | 佛利此前曾於《驚聲尖叫3》飾演羅曼·布雷傑（Roman Bridger），席妮同母異父的哥哥。                                                      |

羅傑·L·傑克森回歸聲演鬼面殺手。

## 製作

### 發展
《驚聲尖叫6》首映期間，聯合導演麥特·貝提內里-歐平表示「無論我們會否參與其中，我們都想在餘生繼續觀看《驚聲尖叫系列》電影」。2022年12月，貝提內里-歐平和泰勒·吉列特表示有興趣讓妮芙·坎貝爾飾演的席妮·皮斯考克在未來的續集中回歸，此前坎貝爾因為片酬問題拒絕回歸出演《驚聲尖叫6》。
2023年8月，由於與《噬血芭蕾》檔期衝突，貝提內里-歐平和吉列特退出執導《驚聲尖叫7》，改由克里斯多福·B·藍登接任導演職務。同月，前期製作因2023年演員工會-美國電視和廣播藝人聯合會大罷工暫停進行。2023年11月，據報導梅莉莎·巴雷拉因以色列—哈瑪斯戰爭聲援巴勒斯坦的言論被製片商望遠眼娛樂影業開除。隔天，據《Deadline Hollywood》報導，珍娜·奧特嘉因《星期三》檔期衝突不會回歸出演《驚聲尖叫7》。同月，據《綜藝》報導《驚聲尖叫7》將進行創意重塑，目的是讓坎貝爾和在《驚聲尖叫3》中飾演馬克·金凱德（Mark Kincaid）的派屈克·丹普西等舊班底回歸。2023年12月，藍登宣布他已在幾週前正式退出執導。

### 選角
2024年3月，妮芙·坎貝爾在她的Instagram宣布將會回歸出演《驚聲尖叫7》，並證實電影將由《驚聲尖叫系列》的編劇兼製片人凱文·威廉森執導，蓋·布西克撰寫劇本，詹姆斯·范德比爾特和布西克共同撰寫故事。坎贝尔的复出得到了包括大衛-阿奎特在内的许多电影同行的支持。同月，寇特妮·考克絲和派屈克·丹普西正在洽談回歸出演《驚聲尖叫7》。11月，伊莎貝爾·梅參與演出，她將飾演席妮的女兒。12月，賽麗絲·歐康納、阿薩·格曼、麥肯娜·葛瑞絲、山姆·瑞希納和安娜·坎普參與演出。同月，梅森·古丁和考克絲簽約回歸出演。2025年1月，宣布羅傑·L·傑克森將回歸聲演鬼面殺手，而喬爾·麥克哈爾參與演出，飾演席妮的丈夫馬克·埃文斯（Mark Evans）。潔絲敏·莎懷·布朗回歸飾演明蒂·米爾克斯-馬汀（Mindy Meeks-Martin）。馬修·利拉德回歸飾演1996年電影《驚聲尖叫》的角色史都·馬克（Stu Macher），而馬克·康蘇維洛和史考特·佛利出演未公布的角色。佛利此前曾於2000年電影《驚聲尖叫3》飾演羅曼·布雷傑（Roman Bridger），席妮同母異父的哥哥。

### 拍攝
電影於2025年1月7日在亞特蘭大展開主體拍攝，預計將於3月12日殺青，工作標題為「疤痕組織」（Scar Tissue）。據坎貝爾透露，拍攝原定於2024年9月開始進行，後來因檔期問題延後至2024年12月。

## 發行
《驚聲尖叫7》由派拉蒙影業排定2026年2月27日於美國上映。

## 外部連結
- 互联网电影数据库（IMDb）上《驚聲尖叫7》的资料（英文）